# Emporis
Emporis GmbH là một công ty khai thác dữ liệu bất động sản có trụ sở chính tại Hamburg, Đức. Công ty này được biết tới qua việc thu thập và xuất bản dữ liệu với nhũng hình ảnh của các tòa nhà trên toàn thế giới.
Emporis cung cấp nhiều loại thông tin trên cơ sở dữ liệu công khai của mình với tên miền Emporis.com. Emporis thường được các nguồn phương tiện truyền thông khác nhau trích dẫn như một cơ quan có thẩm quyền về dữ liệu xây dựng. Emporis là cơ sở dữ liệu công khai lớn nhất thế giới về dữ liệu kiến trúc và tòa nhà. Tin tức, hình ảnh, kết xuất đồ họa và dữ liệu các toà nhà được công ty này được thu thập bởi hơn 700 biên tập viên tại hơn 50.000 thành phố trên toàn thế giới.
Emporis trước đây chỉ tập trung vào các tòa nhà cao tầng (từ 35 đến 100 mét) và tòa nhà chọc trời (cao ít nhất 100 mét) mà công ty này tự định nghĩa. Emporis xác định chiều cao của một tòa nhà tính từ điểm mà tòa nhà chạm đất. Ngày nay, cơ sở dữ liệu đã được mở rộng để chứa thêm thông tin các tòa nhà thấp tầng và các công trình kiến trúc khác. Công ty này sử dụng một hệ thống điểm để xếp hạng các tòa nhà dọc theo đường chân trời.

## Lịch sử hình thành
Ban đầu, Michael Wutzke thành lập một trang web về các tòa nhà chọc trời ở Frankfurt vào năm 1996. Năm 2000, ông bắt đầu khởi động trang web skyscrapers.com, sau đó đổi thành Emporis vào năm 2003.
Năm 2004, Stephan R. Boehm đảm nhận vai trò Chủ tịch. Wutzke là Giám đốc Công nghệ và Giám đốc điều hành cho đến năm 2010, khi ông rời công ty. Kể từ đó, Daniel Grözinger và Sven Schmidt là giám đốc điều hành tại Emporis.
Vào năm 2005, Emporis đã kí kết hợp tác với Hội đồng các toà nhà cao tầng và môi trường sống đô thị (CTBUH), theo đó Emporis đóng vai trò là cơ sở dữ liệu chính thức về các tòa nhà cao tầng của CTBUH cho đến khi ra mắt Trung tâm Nhà chọc trời vào năm 2011.
Năm 2007, 2 công ty Neuhaus Partners và KfW Bankengruppe đã đầu tư mạo hiểm vài triệu euro vào Emporis. Có hiệu lực từ ngày 1 tháng 1 năm 2009, công ty chuyển trụ sở chính từ Darmstadt đến Frankfurt. Năm 2011, công ty chuyển từ Frankfurt đến Hamburg.

## Giải thưởng toà nhà chọc trời Emporis
Năm 2000, một nhóm biên tập viên cấp cao của Emporis bắt đầu trao Giải thưởng toà nhà chọc trời Emporis. Các tòa nhà đủ điều kiện sẽ được chọn từ danh sách tất cả các tòa nhà trên thế giới cao ít nhất 100 mét được hoàn thành vào cùng năm.